# Quaker Peace and Social Witness

Logo der Quaker Peace and Social Witness

Die Organisation Quaker Peace and Social Witness (QPSW) ist eine Quäkerorganisation in Großbritannien, die 1927 als Friends Foreign Mission Association als Zusammenschluss der Friends Foreign Mission Association (1868–1927) und dem Council for International Service (1919–1927) gegründet wurde. Von 1979 trug sie den Namen Quaker Peace and Service und seit 2001 ist sie unter dem heutigen Namen tätig.
Die Organisation versucht international die Friedensarbeit und andere soziale Aufgaben zu koordinieren. Sie ist zudem ein zentrales Komitee des Britain Yearly Meeting. 1947 wurde dem QPSW gemeinsam mit dem amerikanischen American Friends Service Committee (AFSC), stellvertretend für die unermüdlichen Bemühungen verschiedener organisierter und nicht organisierter Quäker, der Friedensnobelpreis verliehen.